# Votivbild des Erzbischofs Johann Očko von Wlaschim
Das Votivbild des Erzbischofs Johann Očko von Wlaschim ist eines der bedeutendsten gotischen Bilder des 14. Jahrhunderts. Es entstand um 1370 im Auftrag des Prager Erzbischofs Johann Očko von Wlaschim. Der Maler ist unbekannt. Sein Stil stellt eine Zwischenstufe zwischen dem Werk des Meisters Theoderich von Prag und dem Schaffen des Meisters von Wittingau dar. Das Bild befindet sich heute in der Sammlung der Nationalgalerie im Agneskloster in der Prager Altstadt.

## Geschichte
Das Bild diente als Altarbild der 1371 neu geweihten Kapelle der bischöflichen Burg Raudnitz in Raudnitz an der Elbe. Es muss vor dem Jahr 1378 entstanden sein, denn in diesem Jahr starb Kaiser Karl IV. – auf dem Bild abgebildet –, und Johann Ocko von Wlaschim – abgebildet als Erzbischof – wurde von Papst Urban VI. zum Kardinal ernannt.

## Beschreibung
In der Mitte der Oberhälfte sitzt die Thronende Madonna. Sie wird von Kaiser Karl IV. und seinem Sohn König Wenzel adoriert. Links hinter Karl IV. steht der hl. Sigismund, rechts hinter dem jungen König Wenzel steht dessen Schutzpatron, der hl. Wenzel.
In der Unterhälfte stehen andere böhmische Landespatrone: links der hl. Prokop und der hl. Adalbert, adoriert von dem Stifter Johann Očko; rechts hinter dem knienden Erzbischof der hl. Veit und die hl. Ludmilla.